# Villa de Madrid
La villa de Madrid ou Villa Madrid est une voie privée de la commune de Neuilly-sur-Seine, dans le département français des Hauts-de-Seine.

## Situation et accès
La rue commence 16, avenue de Madrid et se termine 31, rue de Longchamp.
Le quartier est desservi par la ligne 1, à la station Pont de Neuilly.
La villa borde le parc de la Folie Saint-James.

## Origine du nom
La voie doit son nom à la proximité de l’avenue de Madrid, elle-même évoquant l'ancien château du même nom construit à proximité par les rois de France  François Ier et Henri II et démoli juste avant la Révolution.

## Historique
La voie est ouverte dans une propriété ayant anciennement appartenu à l’industriel Jacques Gustave Édouard Lebel et sa femme Marie Germaine Delavigne, cédée par ceux-ci à la Société civile immobilière de la villa Madrid le 7 décembre 1922. Elle prend son nom en 1923.
En 1924, l’architecte Albert Hébrard - auquel on doit le pavillon d’entrée et trois maisons - est le gérant de la société gestionnaire de la villa.
En 2011, l'AFP note que la villa est une résidence « où n'entre pas qui veut et où cohabitent célébrités des affaires et du spectacle ».

## Bâtiments remarquables et lieux de mémoire

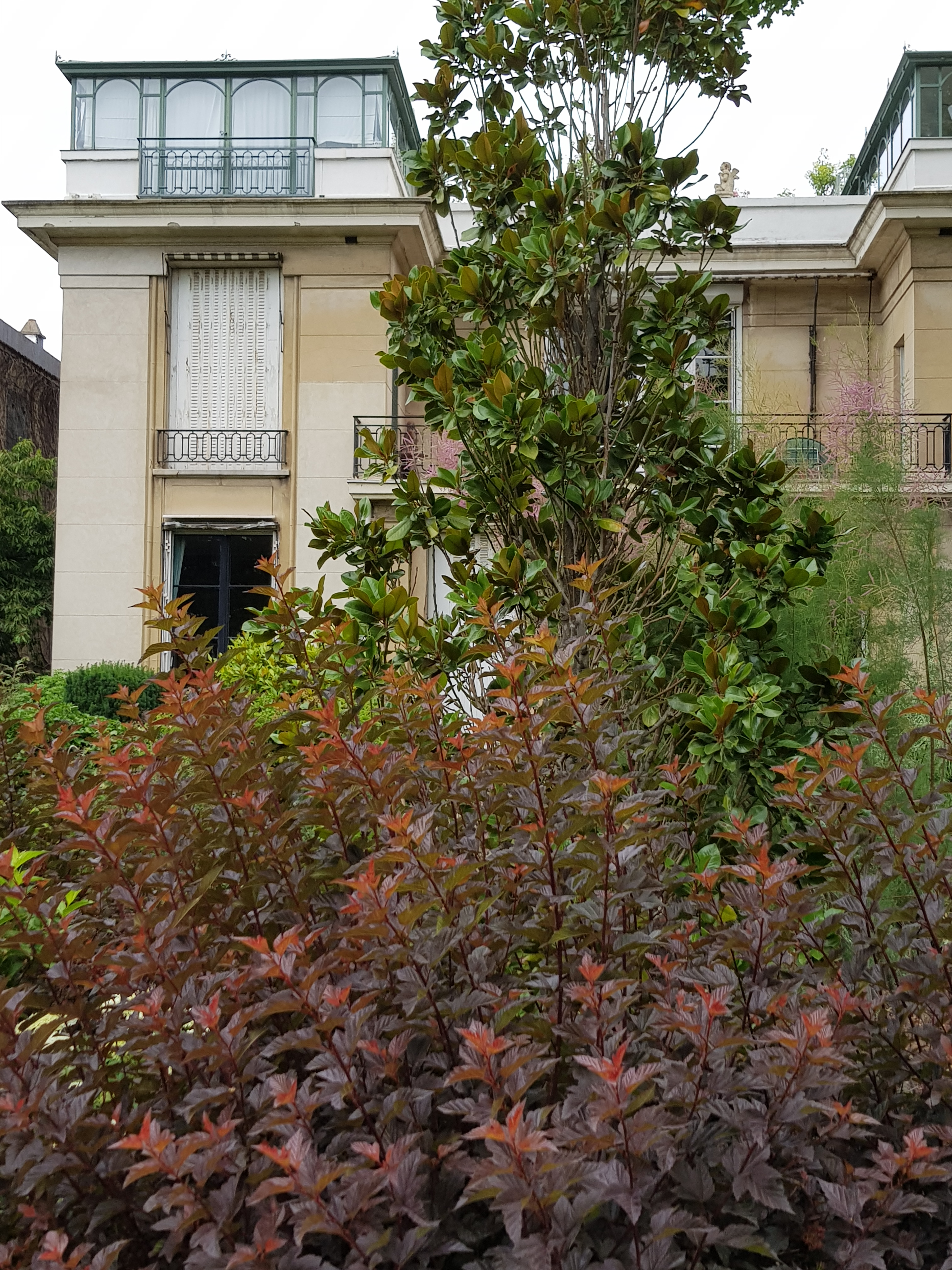
Le no 5, vu du parc de la Folie Saint-James.

- L'homme politique Henri de Kérillis (1889-1958) a habité la villa[7].
- No 11 : hôtel particulier construit pour Jules Reinach en 1925-1926 par l’architecte Henri Sauvage[8].
- No 16 : hôtel particulier de deux étages[1],[9], s'étendant sur 1 000 m2[10], dans lequel l’homme d’affaires Claude Dray est assassiné dans des conditions à ce jour non élucidées dans la nuit du 24 au 25 octobre 2011[11].
- No 17 : en 1953, un cambriolage important y est commis au domicile du couturier Jacques Heim (1899-1967)[12].